# Darwino (Kaliningrad, Krasnosnamensk)
Darwino (russisch Дарвино, deutsch Drozwalde) ist ein verlassener Ort im Rajon Krasnosnamensk der russischen Oblast Kaliningrad.
Die Ortsstelle befindet sich zweieinhalb Kilometer südöstlich von Uslowoje (Rautenberg).

## Ortsname
Der russische Ortsname Darwino lässt an den Naturforscher Charles Darwin denken. Die Schreibweise des deutschen Ortsnamens unterlag im Laufe der Zeit leichten Schwankungen. In einer Zusammenstellung von 1821 wurde der Ort mit Drotzwalde bezeichnet. Später war die Schreibweise Drozwalde üblich. Seit 1928 schrieb man Droszwalde. 1936 wurde die Schreibweise offiziell in Droschwalde geändert. 1937 besann man sich wieder auf die Schreibung Drozwalde.

## Geschichte

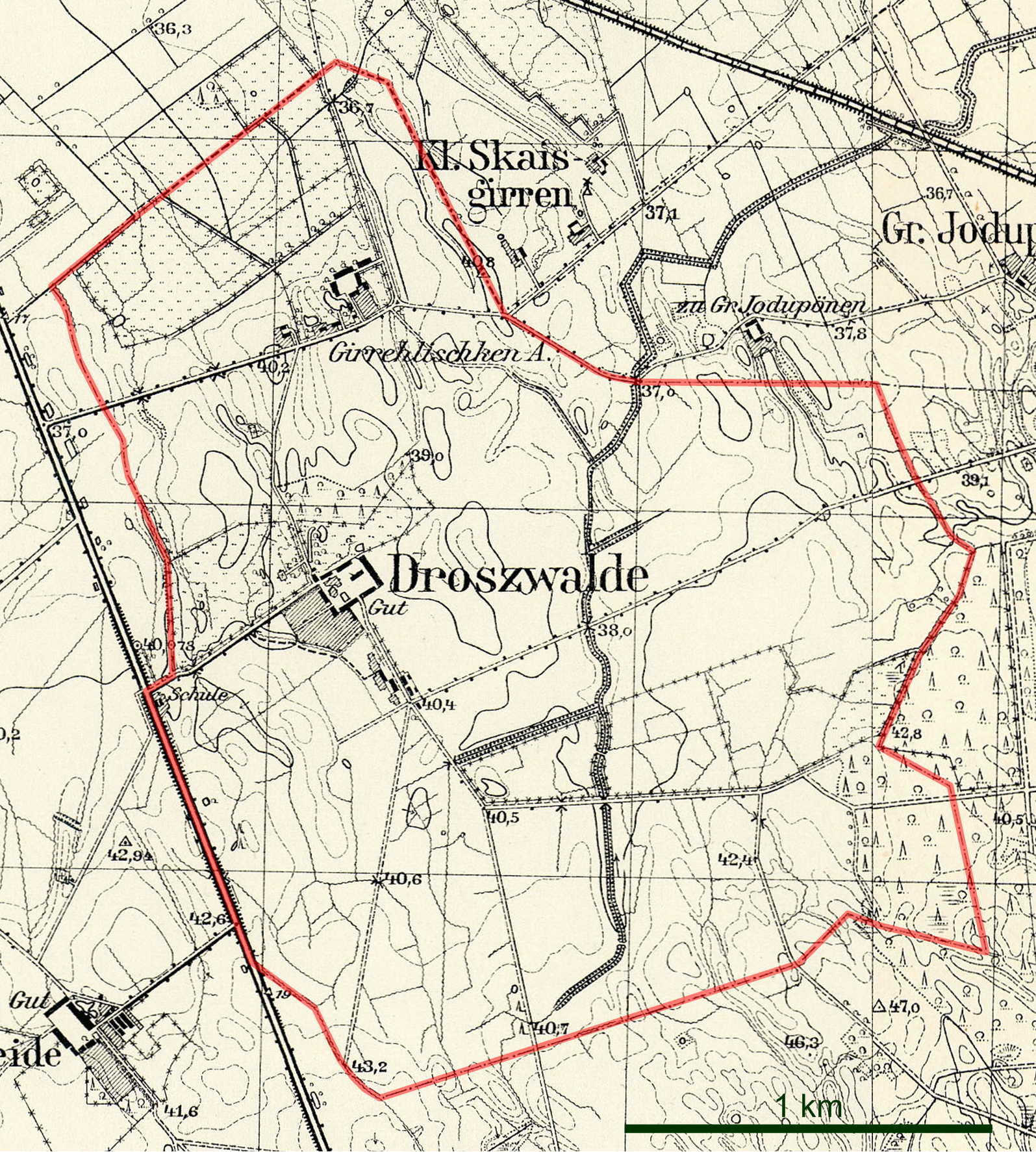
Die Gemeinde Drozwalde auf einem Messtischblatt von 1937

Auf der Schrötterkarte von 1802 war an dem Ort eine Unterförsterei eingezeichnet. Um 1820 war Dro(t)zwalde ein adeliges Hauptgut mit elf Bewohnern. 1874 wurde der Gutsbezirk Drozwalde dem neu gebildeten Amtsbezirk Baltruschelen im Kreis Pillkallen zugeordnet. 1928 wurden aus dem Gutsbezirk einige Abbaue sowie der Paulshof ausgegliedert und auf die Landgemeinden Klein Meschkuppen und Blumenthal verteilt. Das eigentliche Gut Drozwalde wurde mit der Landgemeinde Girrehlischken A zur neuen Landgemeinde Dro(s)zwalde zusammengeschlossen.
1945 kam der Ort in Folge das Zweiten Weltkrieges mit dem nördlichen Ostpreußen zur Sowjetunion. Das Gut Drozwalde bekam 1947 den russischen Namen Darwino und wurde gleichzeitig dem Dorfsowjet Wesnowski selski Sowet im Rajon Krasnosnamensk zugeordnet. Darwino wurde vor 1988 aus dem Ortsregister gestrichen. Zu Sowjetzeiten wurde der Ort zuletzt nur noch als Scheune genutzt.

### Einwohnerentwicklung
| Jahr | Einwohner | Bemerkungen                                                                                       |
| ---- | --------- | ------------------------------------------------------------------------------------------------- |
| 1867 | 154       |                                                                                                   |
| 1871 | 155       | Auf dem Gut Drozwalde 128, auf dem Vorwerk Drozwalde 15, auf dem Paulshof 12                      |
| 1885 | 178       | Davon auf dem Althof (= Vorwerk (?)) Drozwalde 18, auf dem Abbau Drozwalde 8, auf dem Paulshof 34 |
| 1905 | 199       | Davon auf dem Althof 14, auf dem Paulshof 42                                                      |
| 1910 | 213       |                                                                                                   |
| 1925 | 171       |                                                                                                   |
| 1933 | 121       | In der neu gebildeten Landgemeinde                                                                |
| 1939 | 101       |                                                                                                   |

## Kirche
Drozwalde gehörte zum evangelischen Kirchspiel Rautenberg.